# Dorfkirche Thierschneck

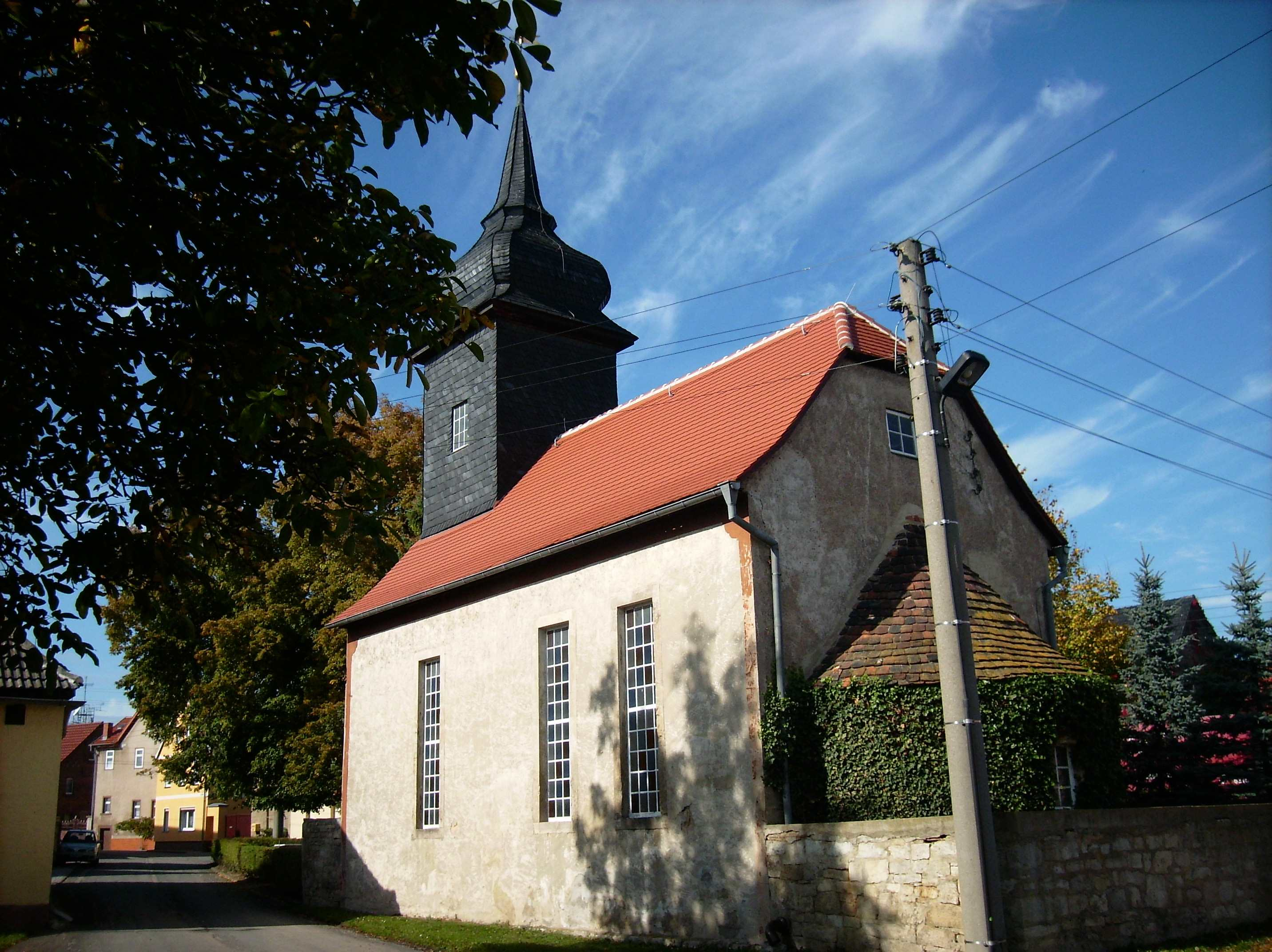
Die Kirche

Die Dorfkirche Thierschneck steht in der Gemeinde Thierschneck im Saale-Holzland-Kreis in Thüringen. Sie gehört zum Pfarrbereich Dorndorf-Steudnitz im Kirchenkreis Eisenberg der Evangelischen Kirche in Mitteldeutschland.

## Lage
Die Dorfkirche steht zentral im Rundlingsdorf.

## Geschichte
Die Kirche ist überwiegend von romanischer Substanz. Nach einem verheerenden Brand im Jahre 1763 wurde sie umfassend erneuert. 1811–1812 erhielt sie ihre jetzige Form mit verlängertem Langhaus. Die großen Fenster und der Dachreiter auf dem Westgiebel stammen aus dieser Zeit.

## Innenraum
Das Schiff besitzt eine Empore und einen Kanzelaltar. Anfang des 20. Jahrhunderts wurde der Altar verändert im Trend des Jugendstiles. Der Innenraum wurde 1980 komplett ausgemalt.
Die Orgel besitzt acht Register und ist aus dem 18. Jahrhundert. Sie wurde höchstwahrscheinlich von Justinus Ehrenfried Gerhard erbaut. Die letzte Restaurierung erfolgte 2004–2008.

## Die Linde vor der Kirche
Auf dem Platz vor der Kirche steht eine prächtige Linde. Sie erinnert an die Beendigung des Siebenjährigen Krieges.